# Keiko Etō
Pour les articles homonymes, voir Etō.
Keiko Etō (衛藤 恵子), Etō Keiko; née le 11 janvier 1953 à Miyazaki et morte en juillet 2021, est une chanteuse et compositrice japonaise.

## Biographie
Elle étudie d'abord le chant et à partir de 1979, la composition à l'Académie de musique et d'arts du spectacle de Vienne auprès de Heinrich Gattermeyer et Robert Schollum. En 1987, elle donne son premier concert à Vienne et termine ses études.
Elle poursuit ses études auprès d'Erich Urbanner et obtient un titre de magister en 1996.
Keiko Etō est directrice administrative de l'Union des Compositeurs de Kyūshū/Okinawa. Elle organise un festival consacré à la musique contemporaine. Du point de vue du style, elle est proche de la seconde école de Vienne.

## Œuvres
- 1987 : Wien kara no Tayori (ウィーンからの便り) pour saxophone et quatuor à cordes
- 1994 : KAGURA pour orchestre
- 2000 : Furusato Omou (ふるさとを想う) pour 4 pianos
- 2002 : Atashi no Me, Mein Auge (私の目 Mon œil) pour mezzosoprano et piano
- 2002 : Ensōkaiyō Sakuhin : Konzertstück (演奏会用作品 : pièce de concert pour quatuor à cordes
- 2003 : Ensōkaiyō Sakuhin : Konzertstück (演奏会用作品 : pièce de concert pour flûte
- 2003 : Futatsu no Kakyoku (二つの花曲) pour piano JFC : Musikverlag

## Source de la traduction
- (de) Cet article est partiellement ou en totalité issu de l’article de Wikipédia en allemand intitulé « Keiko Etō » (voir la liste des auteurs).